# Śląska Partia Regionalna
Śląska Partia Regionalna (ŚPR, śl. Ślōnskŏ Partyjŏ Regiōnalnŏ) – polska partia polityczna, skupiająca regionalistów ze śląskich organizacji regionalnych. Została założona 21 czerwca 2017. 12 kwietnia 2018 została zarejestrowana sądownie, a 11 stycznia 2023 wyrejestrowana, przy czym ze względu na wniesione przez ugrupowanie odwołanie orzeczenie o wykreśleniu z ewidencji pozostaje nieprawomocne.
W partii skupiono członków Ruchu Autonomii Śląska, Związku Górnośląskiego, Ślōnskiej Ferajny, Demokratycznej Unii Regionalistów Śląskich, Związku Ślązaków, Przymierza Śląskiego oraz niezależnych samorządowców i lokalnych liderów.

## Historia
Utworzenie partii zapowiedzieli 21 czerwca 2017 członek zarządu województwa śląskiego, radny sejmiku tego województwa i wiceprzewodniczący Ruchu Autonomii Śląska Henryk Mercik oraz prezes Związku Górnośląskiego Grzegorz Franki. Ten drugi jednak w listopadzie 2017 wycofał się z udziału w inicjatywie, w związku z przystąpieniem do Platformy Obywatelskiej. Liderami ŚPR zostali Henryk Mercik i Ilona Kanclerz, a rzecznikiem prasowym Janusz Dubiel. Tymczasowo funkcję przewodniczącego zarządu głównego objął Waldemar Murek. Czołowym działaczem partii został także przewodniczący RAŚ Jerzy Gorzelik. Wniosek o rejestrację partii złożono 13 października 2017, a sąd dokonał rejestracji 12 kwietnia 2018. Cztery dni później w Katowicach odbyła się konwencja programowa ŚPR. W maju tego samego roku klub radnych RAŚ w sejmiku przekształcono na klub ŚPR. 12 czerwca wybrano władze partii. Powołano 15-osobową radę polityczną, której przewodniczącym został Henryk Mercik, a wiceprzewodniczącym Joachim Otte. W jej składzie znaleźli się też m.in. Dietmar Brehmer i Marian Makula. Spośród członków rady wyłoniono zarząd główny ugrupowania. Przewodniczącym został Marek Nowara, wiceprzewodniczącą Ilona Kanclerz, sekretarzem generalnym Jerzy Gorzelik, skarbnikiem Rafał Adamus, a pozostałymi członkami Waldemar Murek i Piotr Snaczke.
W wyborach samorządowych w 2018 ŚPR wystartowała do sejmików w województwach śląskim i opolskim. Uzyskała odpowiednio 3,1% (przegrywając m.in. z inną regionalną partią Ślonzoki Razem, która zdobyła 3,23%) i 1,13%, co przełożyło się na 0,38% w skali kraju (14. wynik wśród wszystkich komitetów). ŚPR zdobyła natomiast 3 mandaty w radach powiatów (2 w rybnickim i 1 w bieruńsko-lędzińskim) oraz 11 mandatów radnych gminnych, w tym 5 w gminie Lyski (2. wynik), gdzie także kandydat ŚPR został wybrany na wójta. Bez powodzenia na włodarzy startowało 7 innych kandydatów partii (4 na prezydentów miast, 1 na burmistrza i 2 na wójtów).
2 marca 2019 odbył się konwent ŚPR, na którym wybrano nowe władze ugrupowania. Przewodniczącym został Rafał Adamus, wiceprzewodniczącym Zenon Lis, sekretarzem Piotr Snaczke, a skarbnikiem Łukasz Giertler. W zarządzie zasiadł także m.in. Dietmar Brehmer.
W wyborach parlamentarnych w tym samym roku działacze ŚPR (troje do Sejmu i Henryk Mercik do Senatu) wystartowali z ramienia Koalicji Obywatelskiej, nie uzyskując mandatów. Kandydaci ŚPR do sejmu, na listach KO, uzyskali łącznie 2452 głosy (co stanowi 0,01% w skali kraju).
18 lutego 2021 wybrano nowe władze partii. Po ustąpieniu z funkcji przewodniczącego Rafała Adamusa, jego następcą został Henryk Mercik. Ówczesnego sekretarza Romana Kubicę zastąpił Tomasz Skowron. W kwietniu 2022 odwołano sekretarza Tomasza Skowrona oraz wiceprzewodniczącą Martę Bainkę. Nowym sekretarzem została Ilona Kanclerz, wiceprzewodniczącym Marek Bromboszcz, a skarbnikiem Marek Polok.
W efekcie poparcia udzielonego przez Henryka Mercika w przedterminowych wyborach na prezydenta Rudy Śląskiej posłowi PiS Markowi Wesołemu, w sierpniu 2022 opuszczenie partii ogłosił przewodniczący RAŚ Jerzy Gorzelik, a 18 października tego samego roku Henryk Mercik został odwołany z funkcji przewodniczącego ŚPR. P.o. przewodniczącego został wówczas Marek Bromboszcz. Część partii na czele z Henrykiem Mercikiem nie uznała tej decyzji, a kilka dni później przegłosowała odwołanie z zarządu ŚPR Marka Bromboszcza i Ilony Kanclerz oraz samorozwiązanie partii. Formalnie jednak przewodniczącym partii został Ryszard Ucher, którego wpisał do ewidencji Sąd Okręgowy w Warszawie. 11 stycznia 2023 sąd ten, z powodu złożenia przez partię po terminie sprawozdania finansowego za 2019 rok, wyrejestrował ŚPR. Ugrupowanie nie zaprzestało jednak działalności. 15 kwietnia 2023 wybrano nowe władze ŚPR. Przewodniczącą została Ilona Kanclerz, a sekretarzem Piotr Wolff. Do zarządu dołączył m.in. Dietmar Brehmer. W wyniku pozostawania nieuprawomocnioną decyzji sądu o wyrejestrowaniu partii, sąd zarejestrował Ilonę Kanclerz jako przewodniczącą. W wyborach parlamentarnych w tym samym roku ugrupowanie zapowiedziało wystawienie kandydatów do Senatu w okręgach katowickim i tyskim, do czego ostatecznie nie doszło. ŚPR jedynie poparła w wyborach grupę kandydatów – głównie z ramienia Koalicji Obywatelskiej, ponadto pojedynczych z Nowej Lewicy i Trzeciej Drogi.
W wyborach samorządowych w 2024 trzy kandydatki ŚPR (w tym przewodnicząca Ilona Kanclerz) startowały do sejmiku śląskiego z list TD (z ramienia Koalicji Polskiej – w ramach puli PSL), ponadto 7 kandydatów ugrupowania kandydowało do rad na niższych szczeblach z ramienia KO bądź komitetów lokalnych. Po jednym mandacie kandydaci ŚPR uzyskali w radach miejskich Wodzisławia Śląskiego i Lędzin. Ilona Kanclerz startowała także w ramach puli PSL z listy TD w wyborach do Parlamentu Europejskiego w tym samym roku.
11 grudnia 2024 została zarejestrowana przez Sąd Okręgowy w Warszawie partia polityczna Regionaliści, którą zgłosili do ewidencji liderzy ŚPR (m.in. przewodnicząca Ilona Kanclerz). Jej przewodniczącą została Sabina Gaspar, a skarbnikiem Jan Migas.

## Przewodniczący ŚPR
- od 12 czerwca 2018 do 2 marca 2019 – Marek Nowara
- od 2 marca 2019 do 18 lutego 2021 – Rafał Adamus
- od 18 lutego 2021 do 18 października 2022 – Henryk Mercik
- od 18 października 2022 tymczasowo – Marek Bromboszcz (p.o.)
- od 2022 do 15 kwietnia 2023 – Ryszard Ucher
- od 15 kwietnia 2023 – Ilona Kanclerz

## Poparcie w wyborach

### Sejmik Województwa Śląskiego
| Wybory | Głosy                       | Głosy                       | Głosy                       | Mandaty | Mandaty |
| Wybory | Liczba                      | %                           | +/−                         | Liczba  | +/−     |
| ------ | --------------------------- | --------------------------- | --------------------------- | ------- | ------- |
| 2018   | 54 092                      | 3,10 (8.)                   | –                           | 0/45    | –       |
| 2024   | Start z list Trzeciej Drogi | Start z list Trzeciej Drogi | Start z list Trzeciej Drogi | 0/45    | –       |

### Sejmik Województwa Opolskiego
| Wybory | Głosy  | Głosy     | Głosy | Mandaty | Mandaty |
| Wybory | Liczba | %         | +/−   | Liczba  | +/−     |
| ------ | ------ | --------- | ----- | ------- | ------- |
| 2018   | 4034   | 1,13 (9.) | –     | 0/30    | –       |